# 名古屋市立若水中学校
名古屋市立若水中学校（なごやしりつ わかみずちゅうがっこう）は、愛知県名古屋市千種区若水二丁目にある名古屋市立中学校。

## 歴史

### 沿革
- 1961年（昭和36年） - 名古屋陸軍造兵廠千種製作所跡地において、名古屋市立振甫中学校分校として設立される[1]。

### 生徒数の変遷
『愛知県小中学校誌』（2018年）によると、生徒数の変遷は以下の通りである。
| 1967年（昭和42年） | 1,188人 |  |
| 1977年（昭和52年） | 957人   |  |
| 1987年（昭和62年） | 956人   |  |
| 1997年（平成9年）  | 610人   |  |
| 2007年（平成19年） | 354人   |  |
| 2017年（平成29年） | 317人   |  |

## 通学区域
| - 高見小学校学区 - 池下町 - 池下一丁目・同二丁目 - 覚王山通7丁目 - 神田町（一部） - 向陽町 - 向陽一丁目 - 振甫町 - 高見一丁目・同二丁目 - 田代町字岩谷 - 田代町字蝮池上 - 田代町字四観音道西（一部） - 千種町字茂左裏 - 仲田一丁目・同二丁目 - 若水一丁目・同二丁目 - 若水三丁目（一部） | - 春岡小学校学区 - 青柳町5丁目・6丁目 - 今池五丁目 - 今池南（一部） - 城木町 - 日進通1丁目 - 春岡一丁目・同二丁目 - 春岡通5丁目・6丁目 |

## 著名な出身者
- 池田貴族（ミュージシャン）
- 松岡モトキ（ミュージシャン）
- 西山史晃（ミュージシャン）- 以上3名は同級生
- 來田奈央（フィギュアスケート選手）
- 加藤優希（バスケットボール選手）[4]
- 干場弓子（編集者、文筆家、実業家、ディスカヴァー・トゥエンティワン創業者・前取締役社長）